# Nexta
Nexta (czyt. „niechta”, od biał. нехта ktoś) – białoruski portal informacyjny, będący jednym z niewielu niezależnych mediów dostępnych na Białorusi. Założony został przez Sciapana Puciłę, jest najpopularniejszym białoruskim kanałem w aplikacji Telegram.
Początki Nexty to kanał na YouTube, uruchomiony 4 października 2015 roku. Początkowo miał być opozycyjnym kanałem muzycznym. Pierwszą publikacją była piosenka "Выбора нет" ("Bez wyboru"), cover utworu "No Exit" rosyjskiej grupy Splin, która nawoływała do bojkotu wyborów prezydenckich.
Z kanału muzycznego Nexta przekształciła się w kanał informacyjny. Przez pierwsze dwa lata wiadomości ukazywały się raz w tygodniu. Kanał tworzyły trzy osoby, których tożsamość utrzymywana była w tajemnicy. W lutym 2018 roku przeciwko Sciapanowi Pucile i kanałowi Nexta wszczęto pierwsze postępowanie karne za obrażanie prezydenta (art. 368 białoruskiego Kodeksu Karnego). Jesienią 2018 roku na rosyjskojęzycznej platformie Telegram uruchomił kanał Nexta Live, udostępniający informacje nadsyłane anonimowo przez czytelników i widzów.
Kanał na portalu YouTube obserwuje ponad 953 tysięcy osób, natomiast kanały NEXTA Live i NEXTA w komunikatorze Telegram mają odpowiednio ponad milion oraz 500 tysięcy subskrybentów.
W październiku 2020 r. kanał Nexta i jego logo zostały uznane za materiały ekstremistyczne na Białorusi. W październiku 2021 roku Ministerstwo Spraw Wewnętrznych Białorusi ogłosiło Nexta formacją ekstremistyczną. Utworzenie takiej formacji lub udział w niej jest na Białorusi przestępstwem. 8 kwietnia 2022 r. Sąd Najwyższy Białorusi uznał kanały Nexta, Nexta Live i Luxta za „organizację terrorystyczną” i zakazał ich działalności w kraju. Dokonano tego na wniosek Prokuratora Generalnego Białorusi.
3 maja 2023 r. sąd w Mińsku skazał redaktorów Nexty – Pratasiewicza na 8 lat więzienia, a Puciłę i Jana Rudzika zaocznie na odpowiednio 20 i 19 lat więzienia, ale wkrótce Pratasiewicz został ułaskawiony.

## Nagrody
- 2019: Krajowa Nagroda Praw Człowieka im. Wiktora Iwaszkiewicza przez Karta'97[13]
- 2020: Nagroda „Profesjonalista – Dziennikarz” przyznawana przez inicjatywę „Otwarta Rosja” Michaiła Chodorkowskiego[14]
- 2020: Nagroda Sacharowa (jeden z wyróżnionych przedstawicieli opozycji demokratycznej na Białorusi)[15]
- 2020: W pierwszej piątce nominowanych do nagrody Grand Press[16]